# بشیر مشیری
بشیر مشیری (عربی: بشير مشري؛ زادهٔ ۵ ژوئیهٔ ۱۹۶۷) بازیکن سابق و مربی فوتبال اهل الجزایر است.
از باشگاه‌هایی که در آن بازی کرده‌است می‌توان به باشگاه فوتبال مولودیه الجزایر اشاره کرد.
وی همچنین در تیم‌های ملی فوتبال زیر ۲۰ سال الجزایر و الجزایر بازی کرده‌است.